# (400073) 2006 SC205
(400073) 2006 SC205 es un asteroide perteneciente al cinturón de asteroides, descubierto el 19 de septiembre de 2006 por el equipo del Spacewatch desde el Observatorio Nacional de Kitt Peak, Arizona, Estados Unidos.

## Designación y nombre
Designado provisionalmente como 2006 SC205.

## Características orbitales
2006 SC205 está situado a una distancia media del Sol de 2,658 ua, pudiendo alejarse hasta 2,676 ua y acercarse hasta 2,639 ua. Su excentricidad es 0,006 y la inclinación orbital 2,042 grados. Emplea 1582,89 días en completar una órbita alrededor del Sol.

## Características físicas
La magnitud absoluta de 2006 SC205 es 17,7.